# Sulniac
Sulniac [sylnjak] est une commune française située dans le département du Morbihan, en région Bretagne.

## Toponymie
Le nom de la localité est attesté sous les formes Suluniac en 1160, Sulmyac en 1427, Sulnyac en 1481, Sulnuyac en 1513, Sulniac en 1464, en 1477 et en 1536.
Le nom en breton de la commune est Sulnieg.

## Géographie

### Situation
Sulniac fait partie du Parc naturel régional du golfe du Morbihan. 
| Treffléan | Elven   | La Vraie-Croix |
| Theix     | Sulniac | Questembert    |
|           | Lauzach | Berric         |

### Hydrographie
Pour un article plus général, voir Réseau hydrographique du Morbihan.
La commune est située dans le bassin Loire-Bretagne. Elle est drainée par le ruisseau du Plessis, le Kerandrun, la Vraie Croix, le Gorvello, le Govello, le Guern, le Kervily, le Plat d'Or, le ruisseau de Pessun et divers autres petits cours d'eau,.
Le Plessis, d'une longueur de 17 km, prend sa source dans la commune  et se jette  dans le ruisseau de Liziec  à Theix-Noyalo. 

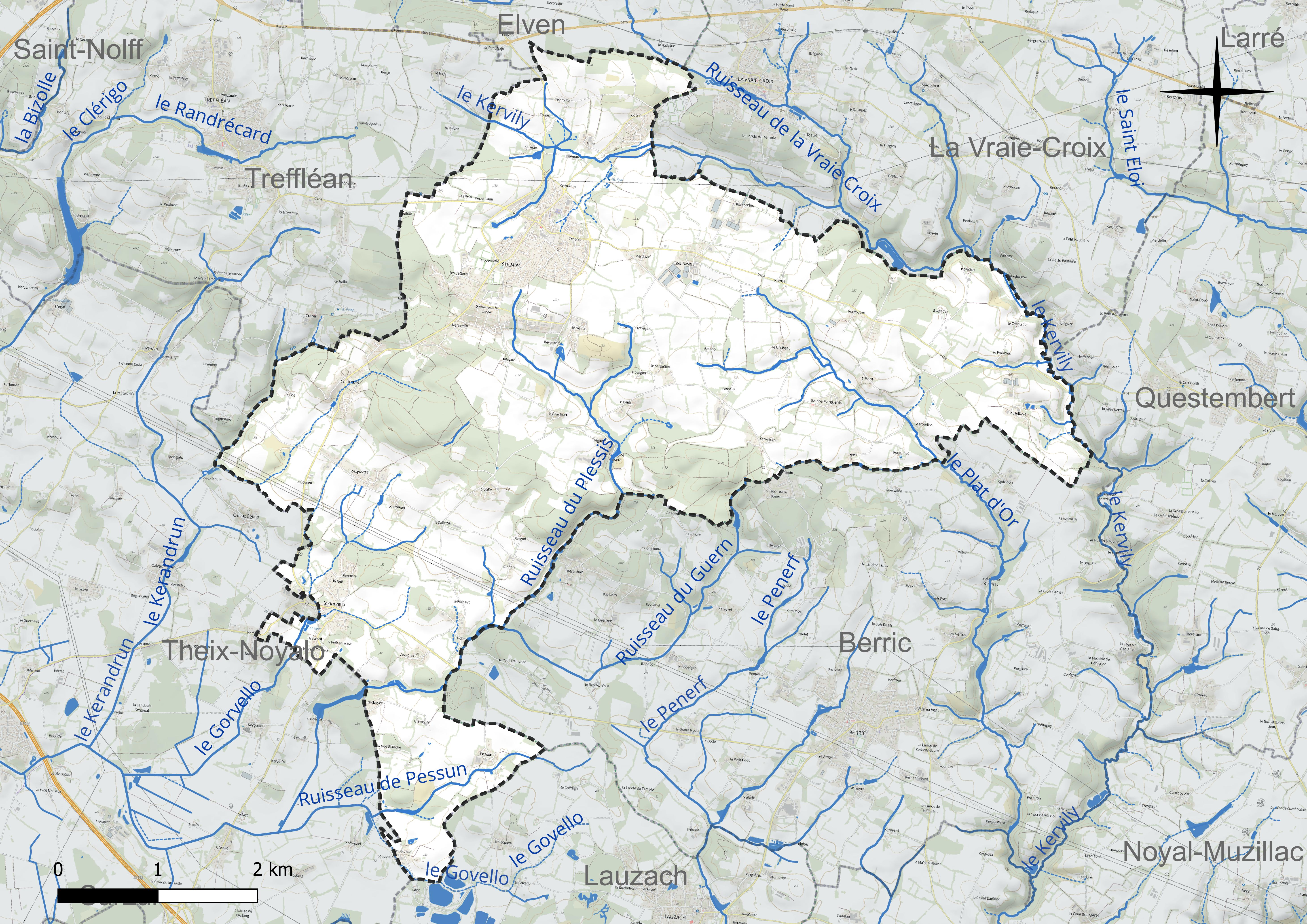
Réseau hydrographique de Sulniac.

### Climat
Pour des articles plus généraux, voir Climat de la Bretagne et Climat du Morbihan.
En 2010, le climat de la commune est de type climat océanique franc, selon une étude du CNRS s'appuyant sur une série de données couvrant la période 1971-2000. En 2020, Météo-France publie une typologie des climats de la France métropolitaine dans laquelle la commune est exposée à un climat océanique et est dans la région climatique  Bretagne orientale et méridionale, Pays nantais, Vendée, caractérisée par une faible pluviométrie en été et une bonne insolation. Parallèlement l'observatoire de l'environnement en Bretagne publie en 2020 un zonage climatique de la région Bretagne, s'appuyant sur des données de Météo-France de 2009. La commune est, selon ce zonage, dans la zone « Intérieur  », exposée à un climat médian, à dominante océanique.  
Pour la période 1971-2000, la température annuelle moyenne est de 11,5 °C, avec une amplitude thermique annuelle de 12,1 °C. Le cumul annuel moyen de précipitations est de 980 mm, avec 13,8 jours de précipitations en janvier et 7,2 jours en juillet. Pour la période 1991-2020, la température moyenne annuelle observée sur la station météorologique la plus proche, située sur la commune de Questembert à 9 km à vol d'oiseau, est de 12,0 °C et le cumul annuel moyen de précipitations est de 1 095,5 mm,. Pour l'avenir, les paramètres climatiques de la commune estimés pour 2050 selon différents scénarios d’émission de gaz à effet de serre sont consultables sur un site dédié publié par Météo-France en novembre 2022.

## Urbanisme

### Typologie
Au 1er janvier 2024, Sulniac est catégorisée bourg rural, selon la nouvelle grille communale de densité à sept niveaux définie par l'Insee en 2022.
Elle appartient à l'unité urbaine de Sulniac, une unité urbaine monocommunale constituant une ville isolée,. Par ailleurs la commune fait partie de l'aire d'attraction de Vannes, dont elle est une commune de la couronne,. Cette aire, qui regroupe 47 communes, est catégorisée dans les aires de 50 000 à moins de 200 000 habitants,.

### Occupation des sols
L'occupation des sols de la commune, telle qu'elle ressort de la base de données européenne d’occupation biophysique des sols Corine Land Cover (CLC), est marquée par l'importance des territoires agricoles (74,1 % en 2018), en diminution par rapport à 1990 (76,7 %). La répartition détaillée en 2018 est la suivante : 
terres arables (40,2 %), zones agricoles hétérogènes (26,4 %), forêts (19,9 %), prairies (7,5 %), zones urbanisées (5 %), zones industrielles ou commerciales et réseaux de communication (0,9 %), mines, décharges et chantiers (0,1 %). L'évolution de l’occupation des sols de la commune et de ses infrastructures peut être observée sur les différentes représentations cartographiques du territoire : la carte de Cassini (XVIIIe siècle), la carte d'état-major (1820-1866) et les cartes ou photos aériennes de l'IGN pour la période actuelle (1950 à aujourd'hui).

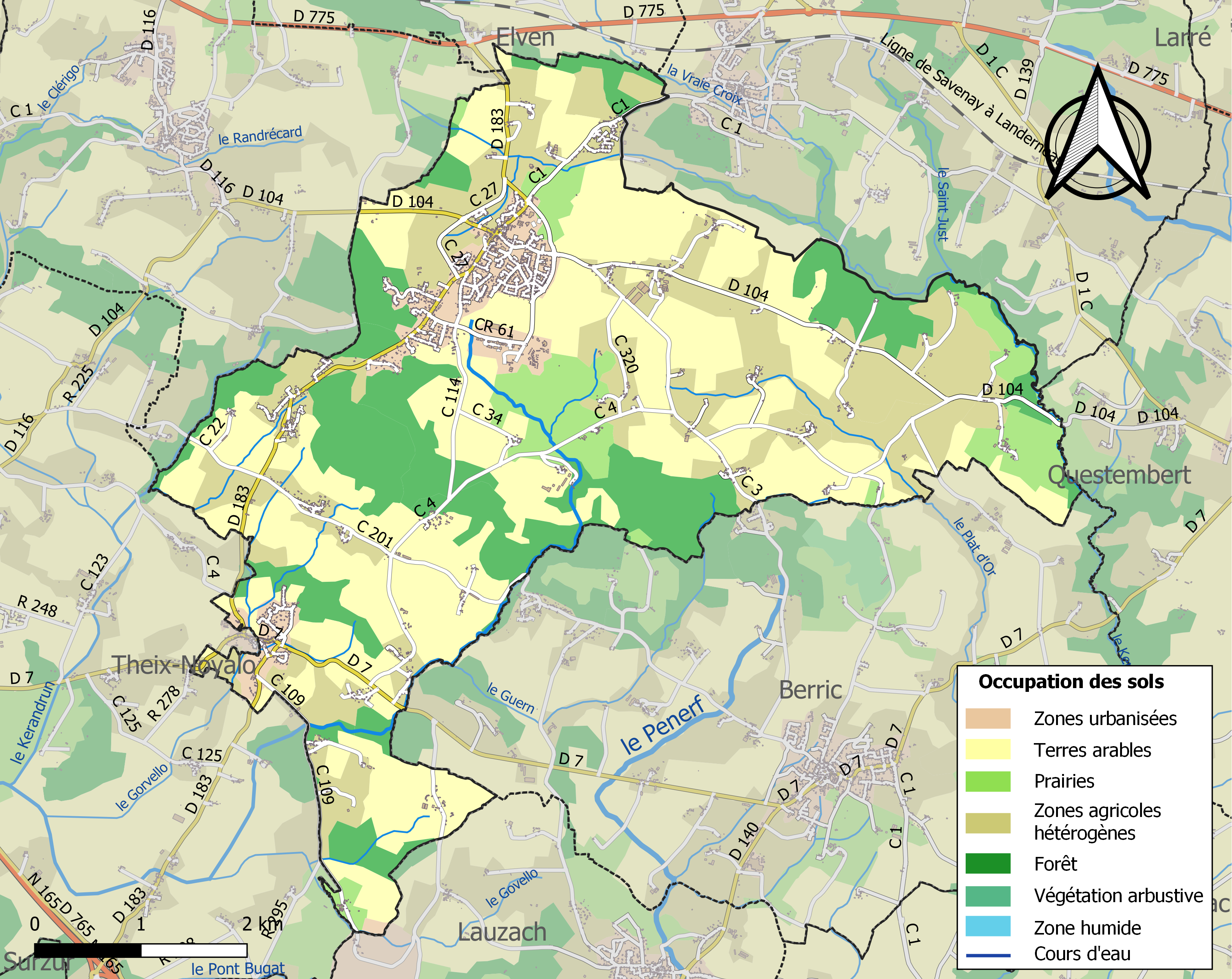
Carte des infrastructures et de l'occupation des sols de la commune en 2018 (CLC).

## Histoire

### LeXXesiècle

#### La Belle Époque
Un décret du Président de la République en date du 14 juin 1911 attribue, à défaut de bureau de bienfaisance, les biens ayant appartenu à la fabrique de Sulniac et actuellement placés sous séquestre à la commune de Sulniac.

## Politique et administration

### Liste des maires
| Période                                  | Période   | Identité          | Étiquette   | Qualité                                                      |
| ---------------------------------------- | --------- | ----------------- | ----------- | ------------------------------------------------------------ |
| 1947                                     | mars 1977 | Pierre Guého      |             | Commerçant                                                   |
| mars 1977                                | mars 2014 | Pierre Le Droguen | PS puis DVG | Agriculteur Conseiller général (1988-1994)                   |
| mars 2014 Réélue en 2020                 | En cours  | Marylène Conan    | DVG         | Infirmière retraitée Vice-présidente de Vannes Agglomération |
| Les données manquantes sont à compléter. |           |                   |             |                                                              |

## Démographie
En 1870, la commune est partiellement démembrée pour la création de La Vraie-Croix.
L'évolution du nombre d'habitants est connue à travers les recensements de la population effectués dans la commune depuis 1793. Pour les communes de moins de 10 000 habitants, une enquête de recensement portant sur toute la population est réalisée tous les cinq ans, les populations de référence des années intermédiaires étant quant à elles estimées par interpolation ou extrapolation. Pour la commune, le premier recensement exhaustif entrant dans le cadre du nouveau dispositif a été réalisé en 2005.

En 2022, la commune comptait 3 847 habitants, en évolution de +7,13 % par rapport à 2016 (Morbihan : +3,82 %, France hors Mayotte : +2,11 %).
| 1793  | 1800  | 1806  | 1821  | 1831  | 1836  | 1841  | 1846  | 1851  |
| ----- | ----- | ----- | ----- | ----- | ----- | ----- | ----- | ----- |
| 2 120 | 2 507 | 2 065 | 2 130 | 2 238 | 2 254 | 2 150 | 2 235 | 2 300 |

| 1856  | 1861  | 1866  | 1872  | 1876  | 1881  | 1886  | 1891  | 1896  |
| ----- | ----- | ----- | ----- | ----- | ----- | ----- | ----- | ----- |
| 2 276 | 2 287 | 2 326 | 1 371 | 1 367 | 1 361 | 1 406 | 1 377 | 1 321 |

| 1901  | 1906  | 1911  | 1921  | 1926  | 1931  | 1936  | 1946  | 1954  |
| ----- | ----- | ----- | ----- | ----- | ----- | ----- | ----- | ----- |
| 1 358 | 1 417 | 1 433 | 1 310 | 1 301 | 1 277 | 1 276 | 1 176 | 1 062 |

| 1962  | 1968  | 1975  | 1982  | 1990  | 1999  | 2005  | 2006  | 2010  |
| ----- | ----- | ----- | ----- | ----- | ----- | ----- | ----- | ----- |
| 1 093 | 1 144 | 1 404 | 1 640 | 2 019 | 2 209 | 2 744 | 2 898 | 3 206 |

| 2015  | 2020  | 2022  | - | - | - | - | - | - |
| ----- | ----- | ----- | - | - | - | - | - | - |
| 3 541 | 3 797 | 3 847 | - | - | - | - | - | - |

## Culture et patrimoine

### Langue bretonne
Son nom breton est Sulnieg, prononcé [sylˈjɛk]. Sulniac est l'une des communes bretonnantes les plus orientales. Elle se situe sur la frontière linguistique traditionnelle entre le breton et le gallo. La langue bretonne a cependant beaucoup régressé depuis plus d'un siècle et les locuteurs sont désormais très peu nombreux et âgés. Ces derniers parlent un dialecte du breton vannetais, très influencé par les sonorités du gallo parlé à Questembert.

### Lieux et monuments
- Église Saint-Pierre (XII-XXe siècle). L’édifice a été presque totalement reconstruite au XIXe siècle[34] puis en 1948-49 à la suite d'un incendie. Seule subsiste de l'église romane la croisée de transept. Ses arcades en plein cintre ont été retaillées en tiers-point après l'incendie de 1948. Elles retombent sur des piles complexes à colonnes engagées et chapiteaux romans sculptés. (entrelacs, volutes,  motifs végétaux stylisés et géométriques, têtes humaines et animales schématiques)[35].
- La croix du cimetière est inscrite au titre des monuments historiques par arrêté du 5 octobre 1926[36].
- La fontaine Saint-Jean-Baptiste de Gorvello est inscrite au titre des monuments historiques par arrêté du 11 juin 1946[37].
- L'église Saint-Jean-Baptiste de Gorvello est inscrite au titre des monuments historiques par arrêté du 15 juin 1925[38].
- Les restes du château de Ferrières sont inscrits au titre des monuments historiques par arrêté du 16 février 1929[39].

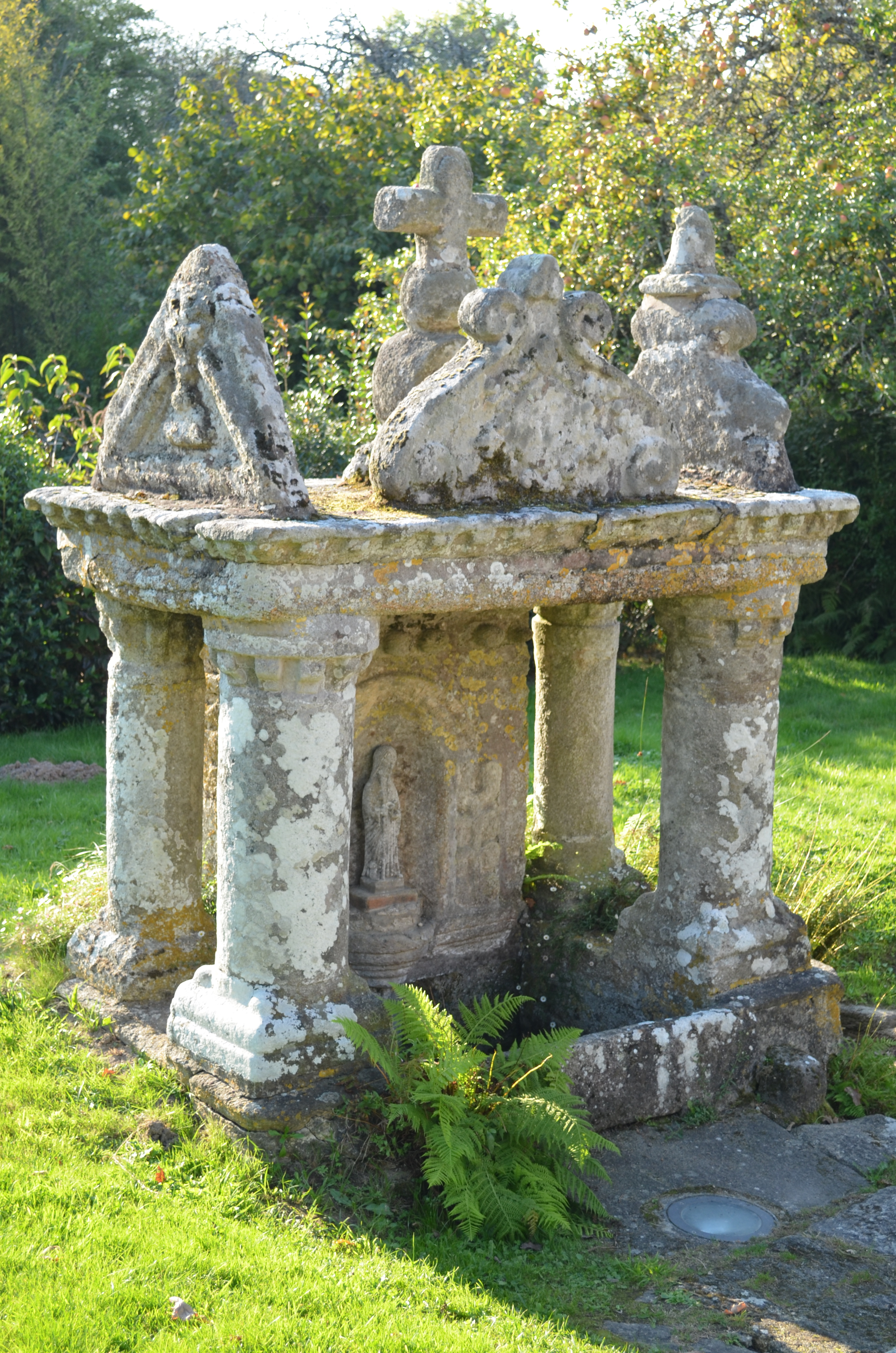
Fontaine de Gorvello.
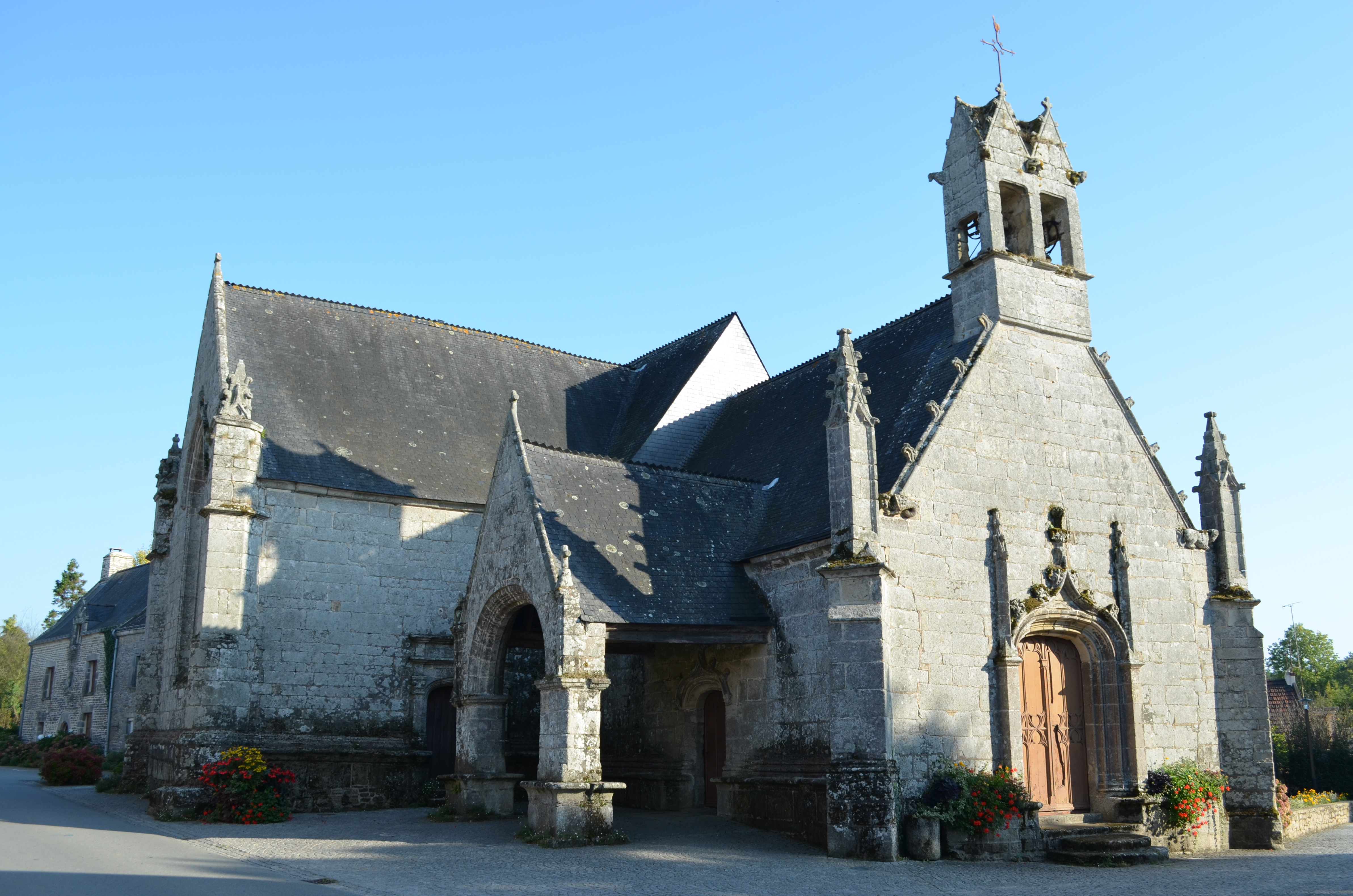
Église Saint-Jean-Baptiste de Gorvello.
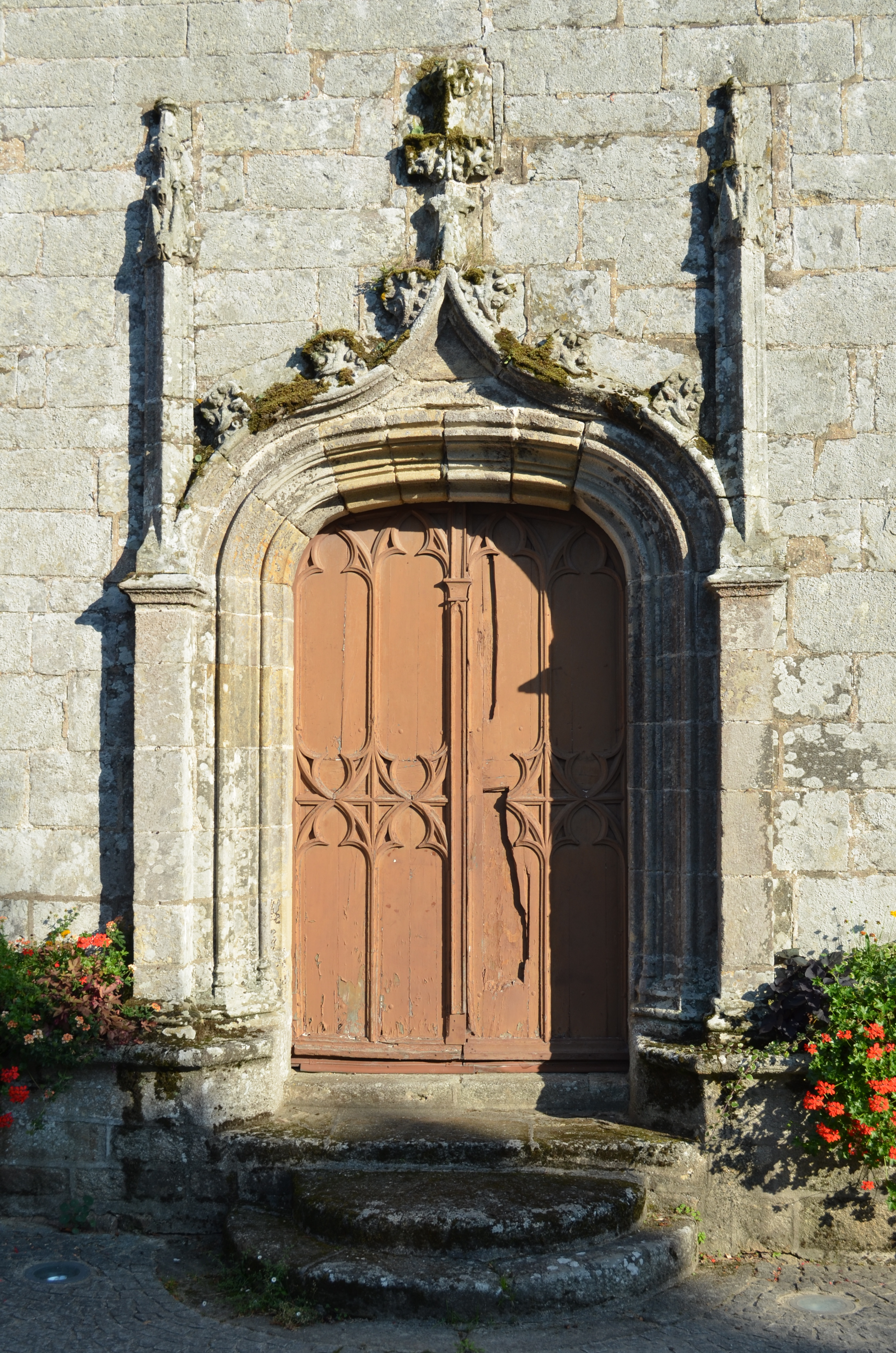
Portail de l'église.
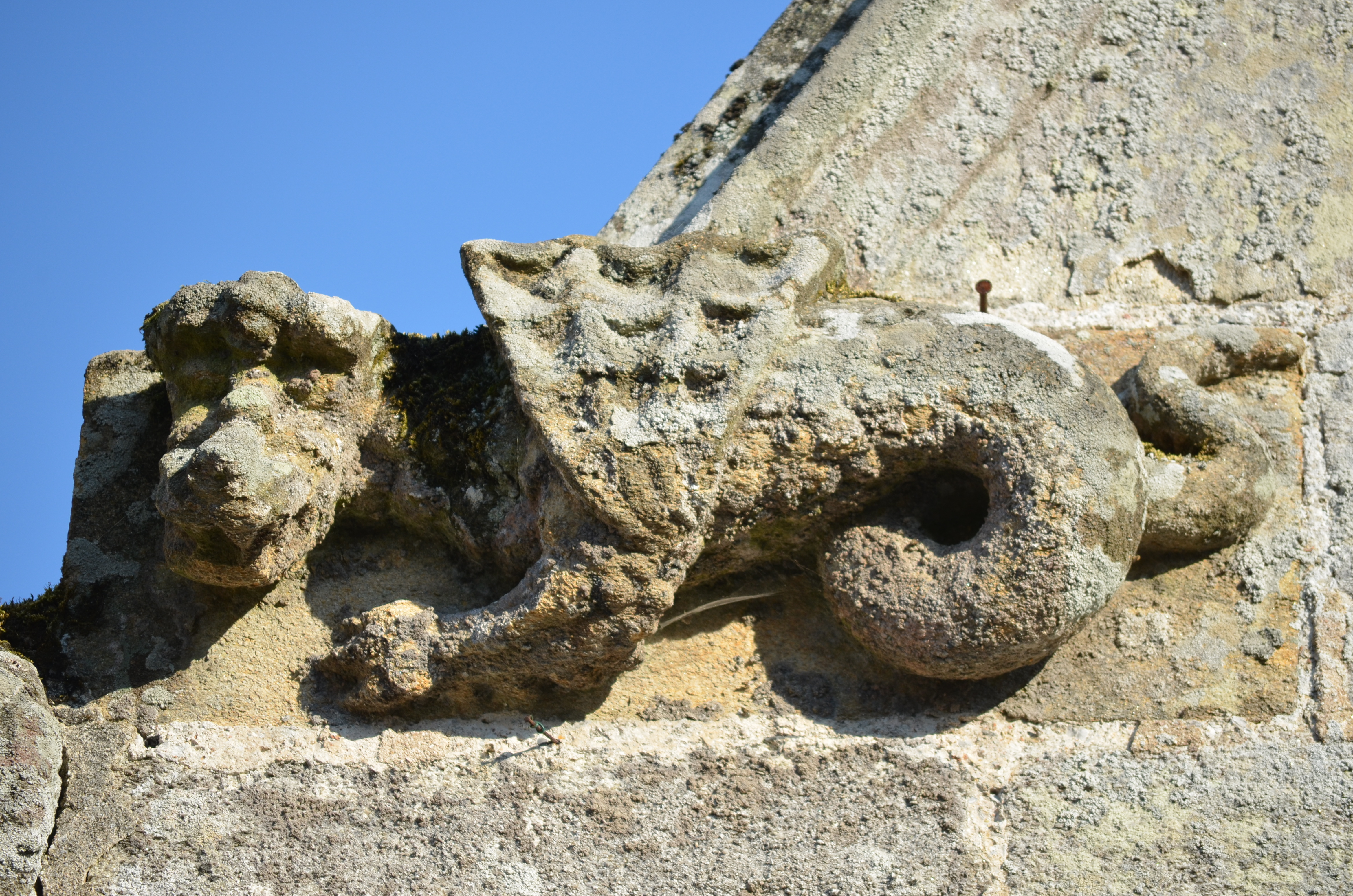
Gargouille.

### Héraldique
|  | Les armoiries de Sulniac se blasonnent ainsi : Parti d'or et d'hermine, à la croix pattée alésée de gueules brochante. Conc: B. Frelaut. |

## Personnalités liées à la commune
- Pascal Lino, ancien coureur cycliste professionnel, porteur du maillot jaune pendant 11 jours et 5e du classement général final du Tour de France 1992.
- Matthieu Boulo, coureur cycliste professionnel de l'Équipe cycliste Raleigh, champion de France espoir de cyclo-cross en 2010 et 2011. 4e du championnat du monde de cyclo-cross espoir en 2011.